# Cotranslationele modificatie
Een cotranslationele modificatie is een enzym-gekatalyseerde verandering aan een eiwit tijdens de synthetisering bij de translatie. Een cotranslationele modificatie vindt plaats tijdens de translatie, dit in tegenstelling tot de posttranslationele modificatie die na de translatie plaatsvindt. 
Een voorbeeld van een cotranslationele modificatie is de myristylering. Glycosylering is een voorbeeld van een cotranslationele modificatie gevolgd door een posttranslationele modificatie.